# جوزيف رودريغز
جوزيف رودريغز هو مبارز بالسيف فرنسي، مثّل بلاده في الألعاب الأولمبية الصيفية 1900.

## روابط رياضية
جوزيف رودريغز على موقع أوليمبيديا (الإنجليزية)